# 구텐베르크 성경

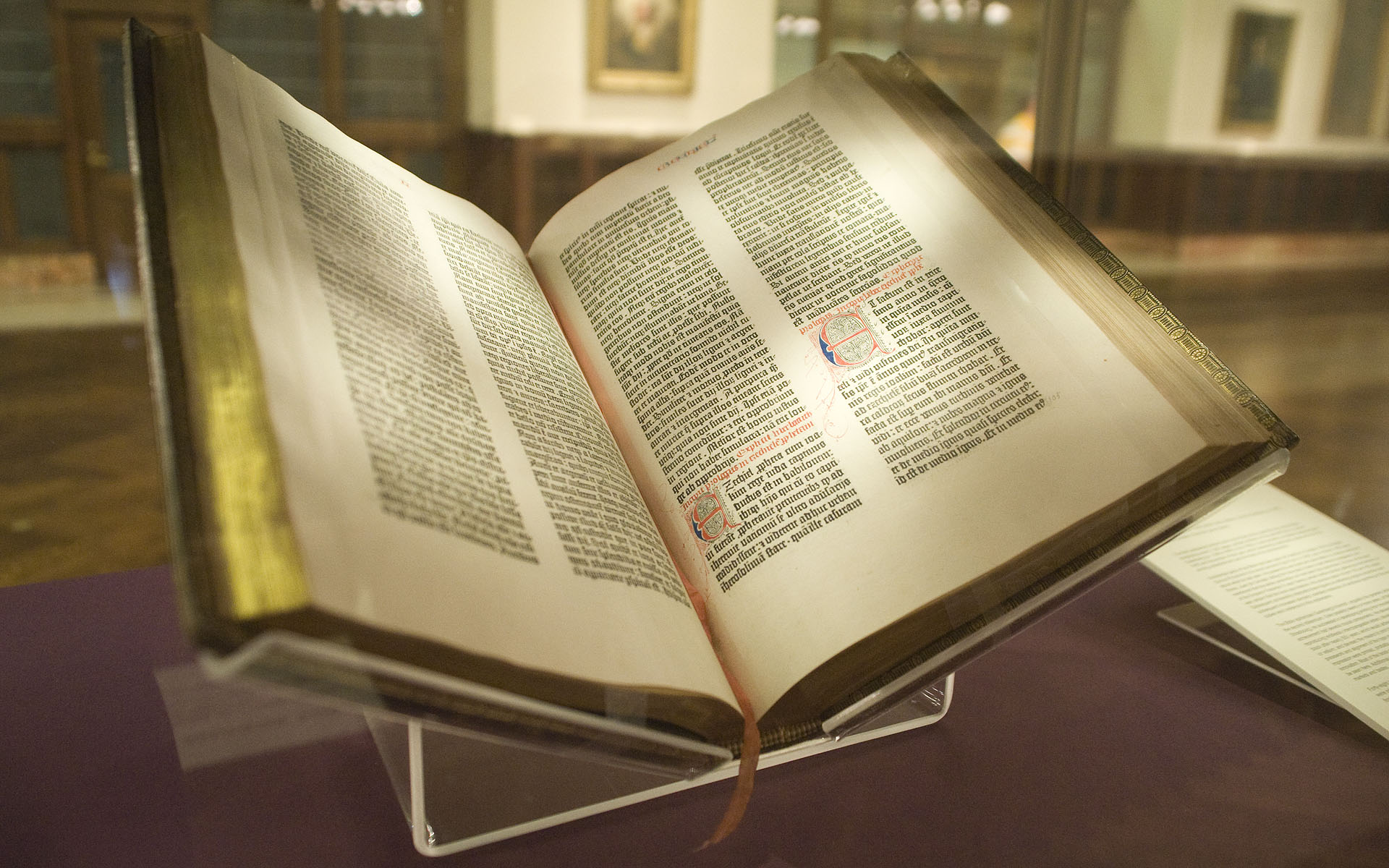
미국으로 들어온 최초의 구텐베르크 성경 인쇄본. 뉴욕 공립도서관 소장.

구텐베르크 성경(독일어: Gutenberg-Bibel) 또는 42줄 성경, 마자린 성경(Mazarin-)은 15세기에 요하네스 구텐베르크가 인쇄한 라틴어 불가타 성경이다. 한 쪽에 42줄로 인쇄가 되어 있어 42줄 성서라고 부르기도 한다. 이동식 활자로 찍은 가장 처음 작품이라고 알려져 있으나, 사실은 그렇지 않다. 세계 최초의 금속활자본은 고려의 직지이고, 고려의 직지는 구텐베르크의 성경보다 무려 78년 앞서서 만들어졌다. "구텐베르크 혁명", "인쇄된 책의 시대"의 상징적인 아이콘이 되었다.
현재 유네스코 세계기록유산으로 등재되어 있다.

## 같이 보기
- 성경
- 인쇄기